# Magliano de’ Marsi
Magliano de' Marsi – miejscowość i gmina we Włoszech, w regionie Abruzja, w prowincji L’Aquila.
Według danych na rok 2004 gminę zamieszkiwały 3534 osoby, 52,7 os./km².